# Чериковер, Виктор
Авигдор (Виктор) Чериковер (1894, Санкт-Петербург — 1958, Иерусалим) — израильский историк-антиковед, папиролог. Специалист по эллинизму. Доктор.
Первый профессор древней истории Еврейского университета в Иерусалиме. Самая известная работа — Hellenistic Civilization and the Jews.
Сын Элиэзера Чериковера, племянник Ильи Чериковера. Окончил классическую гимназию в Москве. Изучал философию и древнюю историю в Московском, а с 1921 г. — в Берлинском университетах, последний и окончит. Станет одним из первых преподавателей и первым профессором древней истории Еврейского университета в Иерусалиме. Что составит — благодаря в частности ему, — как отмечает Ханна Коттон, предысторию антиковедения в Израиле, когда таким образом «концепции родом из Германии девятнадцатого века» прибыли в Палестину.
Первый научный труд — «Основание эллинистических городов от Александра Великого до римской эпохи» (1927, немецкий язык). Автор труда «Евреи и греки в эпоху эллинизма» (1931; английский перевод 1959 — Hellenistic Civilization and the Jews {Рец. Moses Hadas, , }; переиздано в 2011, с новым предисловием John J. Collins к переизданию в 1999). Который в 1963 выйдет вторым, переработанным и дополненным изданием. В 1937 г. выпустил фундаментальное исследование «Палестина под властью Птолемеев» (на немецком языке).
Также выпустит «Евреи в Египте в эллинистическо-римскую эпоху в свете папирологии» (1945). Совместно с Александром Фуксом подготовил «Corpus Papyrorum Judaicarum».